# Аустрија на Светском првенству у атлетици у дворани 2014.
Аустрија је учествовала на Светском првенству у атлетици у дворани 2014. одржаном у Сопоту од 7. до 9. марта петнаести пут, односно учествовала је на свим првенствима до данас. Репрезентацију Аустрије представљало је двоје такмичара (1 мушкарац и 1 жена), који су се такмичили у две дисциплине.
На овом првенству Аустрија није освојила ниједну медаљу. Није било нових националних, личних и рекорда сезоне.

## Учесници
| Мушкарци: - Андреас Војта — 1.500 м | Жене: - Беате Шрот — 60 м препоне |  |

## Резултати

### Мушкарци
| Атлетичар     | Дисциплина | Лични рекорд | Квалификација | Квалификација | Полуфинале           | Полуфинале           | Финале               | Финале       | Детаљи |
| Атлетичар     | Дисциплина | Лични рекорд | Резултат      | Место         | Резултат             | Место                | Резултат             | Место        | Детаљи |
| ------------- | ---------- | ------------ | ------------- | ------------- | -------------------- | -------------------- | -------------------- | ------------ | ------ |
| Андреас Војта | 1.500 м    | 3:38,99      | 3:42,10       | 5. у гр. 2    | Није се квалификовао | Није се квалификовао | Није се квалификовао | 12 / 22 (23) |        |

### Жене
| Атлетичарка | Дисциплина   | Лични рекорд | Квалификација | Квалификација | Полуфинале            | Полуфинале            | Финале                | Финале       | Детаљи |
| Атлетичарка | Дисциплина   | Лични рекорд | Резултат      | Место         | Резултат              | Место                 | Резултат              | Место        | Детаљи |
| ----------- | ------------ | ------------ | ------------- | ------------- | --------------------- | --------------------- | --------------------- | ------------ | ------ |
| Беате Шрот  | 60 м препоне | 7,96 НР      | 8,24          | 6. у гр. 4    | Није се квалификовала | Није се квалификовала | Није се квалификовала | 26 / 29 (30) |        |